# Grandvillers
Grandvillers è un comune francese di 720 abitanti situato nel dipartimento dei Vosgi, nella regione del Grand Est.

## Società

### Evoluzione demografica
Abitanti censiti